# یواس‌اس ترایدنت (ای‌ام‌سی-۱۰۷)
یواس‌اس ترایدنت (ای‌ام‌سی-۱۰۷) (به انگلیسی: USS Trident (AMc-107)) یک کشتی بود که طول آن ۹۸ فوت ۵ اینچ (۳۰٫۰۰ متر) بود. این کشتی  در سال ۱۹۴۱ ساخته شد.